# А-7 (радиостанция)

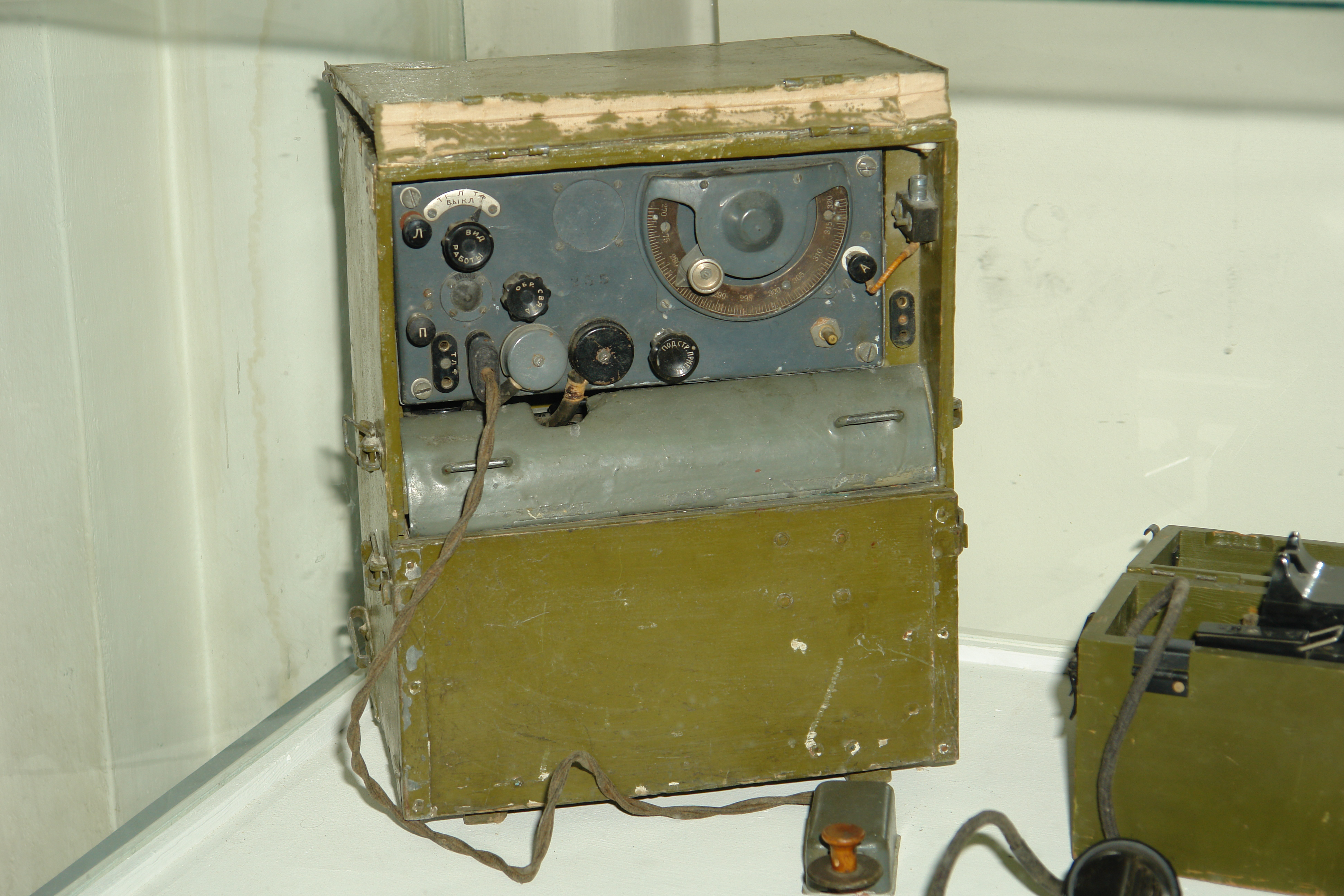
А-7

А-7 — советская переносная ультракоротковолновая радиостанция военного назначения, широко применявшаяся во время Великой Отечественной войны. Первая в СССР УКВ радиостанция с частотной модуляцией.
Производство началось в конце 1942 — начале 1943 года. Радиостанция предназначалась, прежде всего, для связи в радиосетях стрелковых полков и артиллерийских дивизионов. Выпускалась до начала 1950-х гг. в нескольких вариантах, в том числе для гражданского применения.
Образцы радиостанции находятся в Военно-историческом музее артиллерии в Санкт-Петербурге и в Радиомузее РКК.

## История создания
Конструкторская группа под руководством Г. Т. Шитикова занималась разработкой УКВ радиостанции для связи в низовом звене армии с 1938 г. Работоспособный образец с амплитудной модуляцией (А-4) был готов к концу 1940 г. и показал обнадёживающие результаты: дальность связи до 20-30 км при мощности передатчика не больше 1 Вт и массе комплекта 14 кг. К тому времени уже выпускались УКВ рации с амплитудной модуляцией РБС (4-Р) обр. 1940 года и РРУ обр. 1938 г., к которым было много претензий, особенно к РРУ. У станции А-4 неудовлетворительной оставалась защищённость приёмника от импульсных помех. Эту проблему, уже во время войны, решено было преодолеть переходом на частотную модуляцию (ЧМ). Заодно ожидалось увеличение дальности радиотелефонной связи. В феврале 1942 г. на полевые испытания была представлена станция А-6 с ЧМ (индекс А-5 остался за неосуществленным проектом). В августе 1942 г. приказом народного комиссара обороны СССР № 0355 заводу № 2 НКО в Москве, где Шитиков к тому времени был главным конструктором, было поручено развернуть производство УКВ ЧМ радиостанций. Через три месяца была изготовлена опытная партия станций А-7. 31 декабря 1942 г. вышло постановление Госкомитета Обороны СССР № 2675 «О производстве войсковых радиостанций с частотной модуляцией типа А-7». В марте 1943 г. разработчикам А-7 была присуждена Сталинская премия.
Сразу же после начала серийного производства А-7 заводские конструкторы занялись модернизацией станции, прежде всего её упрощением и повышением экономичности. Без снижения основных характеристик удалось уменьшить число ламп с 11 до 9. Эта модель производилась с 1943 г. под индексом А-7-А (встречается написание А7А) на нескольких заводах — в Москве, Новосибирске, в Ленинграде на заводе им. Козицкого (в том числе флотский вариант «Рейд-И») и в Барнауле — в больших количествах и в нескольких вариантах исполнения и комплектации.
В августе 1944 г., после изучения отзывов об А-7 и А-7-А, было принято решение повысить мощность передатчика и чувствительность приёмника, хотя бы и ценой повышения потребляемой мощности. На шасси А-7-А оставалось место от двух исключённых ламп, поэтому не составило труда разместить там дополнительную лампу передатчика. Кроме того, улучшили антенную систему и упростили управление. Новая модель А-7-Б прошла войсковые испытания в декабре 1944 г. Производство её начал в июле 1945 г. завод № 528 в Москве (в том числе для народного хозяйства), а в декабре того же года — завод им. Козицкого. А-7-Б выпускались также с 1950 по 1956 год в Чехословакии на предприятии «Tesla» в г. Пардубице.
Станции А-7-А и А-7-Б производились и оставались на вооружении до начала 1950-х годов, когда были заменены в армии радиостанциями Р-105Д, Р-108Д и Р-109Д. После того А-7 ещё долго использовались в гражданских структурах (например, в пожарной охране). Производился даже сугубо гражданский стационарный вариант СПП-2556. Кроме того, их использовали радиолюбители для работы на 10-метровом диапазоне (28…29,7 МГц) и разрешённом в 50-е годы 7-метровом (38…40 МГц).

## Производство
| Перечень моделей и вариантов радиостанций семейства А−7 по предприятиям-производителям и датам производства | Перечень моделей и вариантов радиостанций семейства А−7 по предприятиям-производителям и датам производства | Перечень моделей и вариантов радиостанций семейства А−7 по предприятиям-производителям и датам производства | Перечень моделей и вариантов радиостанций семейства А−7 по предприятиям-производителям и датам производства | Перечень моделей и вариантов радиостанций семейства А−7 по предприятиям-производителям и датам производства | Перечень моделей и вариантов радиостанций семейства А−7 по предприятиям-производителям и датам производства | Перечень моделей и вариантов радиостанций семейства А−7 по предприятиям-производителям и датам производства | Перечень моделей и вариантов радиостанций семейства А−7 по предприятиям-производителям и датам производства |
| Тип станции                                                                                                 | Номер модели (условно)                                                                                      | Кол-во и типы радиоламп                                                                                     | Диапазон частот, МГц                                                                                        | Виды работы                                                                                                 | Завод, Ведомство                                                                                            | Город | Даты выпуска                                                                                                |
| Радиостанции А-7                                                                                            | Радиостанции А-7                                                                                            | Радиостанции А-7                                                                                            | Радиостанции А-7                                                                                            | Радиостанции А-7                                                                                            | Радиостанции А-7                                                                                            | Радиостанции А-7                                                                                            | Радиостанции А-7                                                                                            |
| --- | --- | --- | --- | --- | --- | --- | --- |
| А-7 | мод. 1 | 11 ламп 2К2М (9), СО-257 (2)                                                                                | 27,0 … 32,0                                                                                                 | F2, F3 | № 2 НКО | Москва | С 11.1942 по 12.1942                                                                                        |
| А-7 | мод. 2 | 11 ламп 2К2М (9), СО-257 (2)                                                                                | 27,0 … 32,0                                                                                                 | F3 | № 2 НКО | Москва | C 12.1942 по 4.1943                                                                                         |
| А-7 | мод. З | 11 ламп 2К2М (9), СО-257 (2)                                                                                | 27,0 … 32,0                                                                                                 | F3 | № 564 НКБ                                                                                                   | Новосибирск                                                                                                 | С 4.1943 |
| Радиостанции А-7-А                                                                                          | | | | | | | |
| А-7-А | мод. 1 | 9 ламп 2К2М (8), СО-257 (1)                                                                                 | 27,0 … 32,0                                                                                                 | F3 | № 528 НКЭП                                                                                                  | Москва | С 5.1943 по 6.1945                                                                                          |
| А-7-А | мод. 1 | 9 ламп 2К2М (8), СО-257 (1)                                                                                 | 27,0 … 32,0                                                                                                 | F3 | № 616 НКЭП                                                                                                  | Ленинград                                                                                                   | 1944—46 |
| А-7-А | мод. 2 | 9 ламп 2К2М (8), СО-257 (1)                                                                                 | 27,0 … 32,0                                                                                                 | F3 | № 564 НКБ                                                                                                   | Новосибирск                                                                                                 | 1944—45 |
| А-7-А | мод.З | 9 ламп 2К2М (8), СО-257 (1)                                                                                 | 27,0 … 32,0                                                                                                 | F3 | № 564 НКБ                                                                                                   | Новосибирск                                                                                                 | 1944—45 |
| А-7-А | мод.З | 9 ламп 2К2М (8), СО-257 (1)                                                                                 | 27,0 … 32,0                                                                                                 | F3 | № 662 НКЭП                                                                                                  | Барнаул | 1945—46 |
| А-7-А | мод. За | 9 ламп 1N5GT (8), 1299А (1)                                                                                 | 27,0 … 32,0                                                                                                 | F3 | № 564 НКБ                                                                                                   | Новосибирск                                                                                                 | 1944—45 |
| А-7-А | мод. 4 | 9 ламп 2К2М (8), СО-257 (1)                                                                                 | 27,0 … 32,0                                                                                                 | F3 | № 616 НКЭП                                                                                                  | Ленинград                                                                                                   | 1944—45 |
| А-7-А | мод. 5 | 9 ламп 2К2М (8), СО-257 (1)                                                                                 | 27,0 … 32,0                                                                                                 | F3 | № 616 НКЭП                                                                                                  | Ленинград                                                                                                   | 1944—45 |
| А-7-А | мод. 5а | 9 ламп 1N5GT (8), 1299А (1)                                                                                 | 27,0 … 32,0                                                                                                 | F3 | № 616 НКЭП                                                                                                  | Ленинград                                                                                                   | 1944—45 |
| Радиостанции А-7-Б                                                                                          | | | | | | | |
| А-7-Б | мод. 1 | 10 ламп 2К2М (8), СО-257 (2)                                                                                | 24,0 … 28,0                                                                                                 | F3 | № 528 НКЭП                                                                                                  | Москва | С 6.1945 |
| А-7-Б | мод. 1а | 10 ламп 2К2М (8), СО-257 (2)                                                                                | 24,0 … 28,0                                                                                                 | F3 | № 528 НКЭП                                                                                                  | Москва | с 6.1945 для гражданских целей                                                                              |
| А-7-Б | мод. 2 | 10 ламп 2К2М (8), СО-257 (2)                                                                                | 24,0 … 28,0                                                                                                 | F3 | № 616 МПСС                                                                                                  | Ленинград                                                                                                   | с 6.1946 по 1948                                                                                            |
| А-7-Б (A7b)                                                                                                 | мод. 2cz | 10 ламп 2К2М (8), СО-257 (2)                                                                                | 24,0 … 28,0                                                                                                 | F3 | завод «Тесла»                                                                                               | Пардубице, ЧССР                                                                                             | 1950—56 |

## Конструкция и характеристики

### А-7
Радиостанция переносная, телефонная с узкополосной частотной модуляцией. В первых выпусках имеется также возможность работать телеграфом с тональной манипуляцией, позднее её исключили. Может использоваться как телефонный аппарат в сети проводной связи и управляться дистанционно. Установка частоты приёмника и передатчика производится одной ручкой, но фактически приёмник и передатчик — раздельные. Общими для приёмного и передающего тракта являются антенный и буферный колебательные контуры, что даёт основание называть схему А-7 трансиверной.
Приёмник супергетеродинный с одним преобразованием частоты, на 8 одинаковых лампах 2К2М. Промежуточная частота 1100 кГц. Применён регенеративный детектор с регулируемой обратной связью. Передатчик состоит из модулятора на лампе 2К2М, задающего генератора — буферного усилителя (лампа СО-257) и усилителя мощности (СО-257). Переключение приём-передача достигается включением питания накальных цепей ламп приёмника и передатчика соответственно.
Приёмопередатчик с источниками питания и принадлежностями размещается в деревянном ящике с лямками для переноски за спиной. На большие расстояния комплект переносят два бойца. Радиостанция обслуживается одним радистом. Время развёртывания — не более 5 мин.
- Диапазон частот — 27…32 МГц.
- Количество рабочих волн - 101.
- Выходная мощность передатчика — около 1 Вт.
- Чувствительность приёмника — 1…1,5 мкВ.
- Антенны: штыревая высотой 2,5 м и лучевая длиной 6,4 м с трёхлучевым противовесом (для работы из укрытий).
- Дальность действия:
  - на пересечённой местности — до 7…8 км;
  - в городских условиях — 3…4 км;
  - на слабопересеченной местности вне укрытий — 10 км и более.
- Источник питания — две сухие анодные батареи БАС-80 общим напряжением 160 В и два аккумулятора 2НКН-10. Время непрерывной работы от одного комплекта — 35…40 час.
- Габариты приёмопередатчика (без выступающих частей) — 285×135×165 мм.
- Габариты укладочного ящика — 210×385×330 мм.
- Масса радиостанции - 15,5 кг,, батарей — 6 кг.

### А-7-А

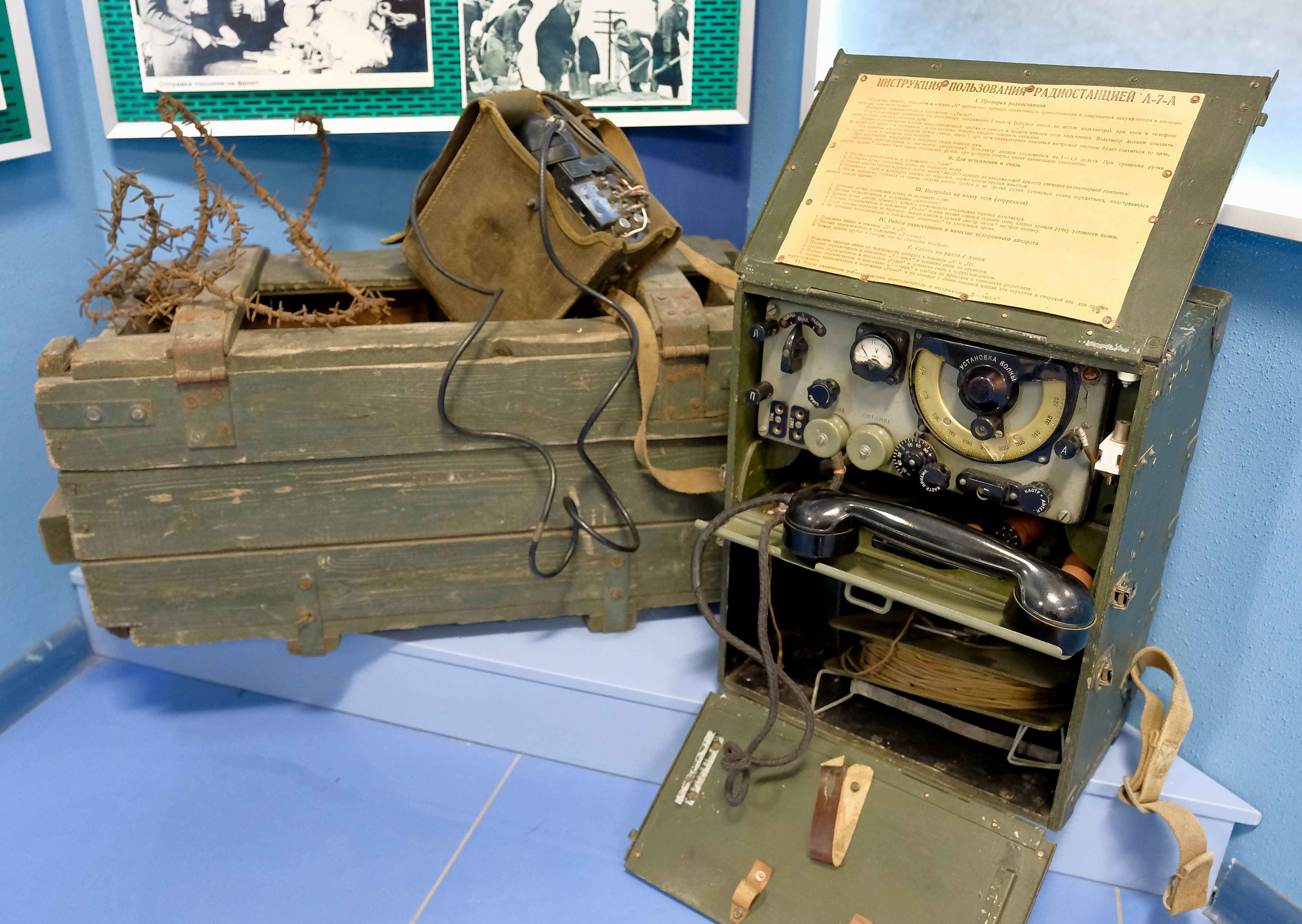
А-7-А в Музее энергетики Урала

Упрощённый вариант А-7. Общее количество ламп сокращено до 9: в передатчике совместили в одной лампе функции генератора и усилителя мощности, а в приёмнике одна лампа стала выполнять одновременно функции усилителя высокой и низкой частоты (так называемая рефлексная схема). Упразднена возможность работы телеграфом. Энергопотребление снизилось примерно на 30 %, другие основные характеристики не изменились. А-7-А выпускались разными заводами в нескольких вариантах: с кнопкой тонального вызова и без неё, с одним или с двумя измерительными приборами и пр.

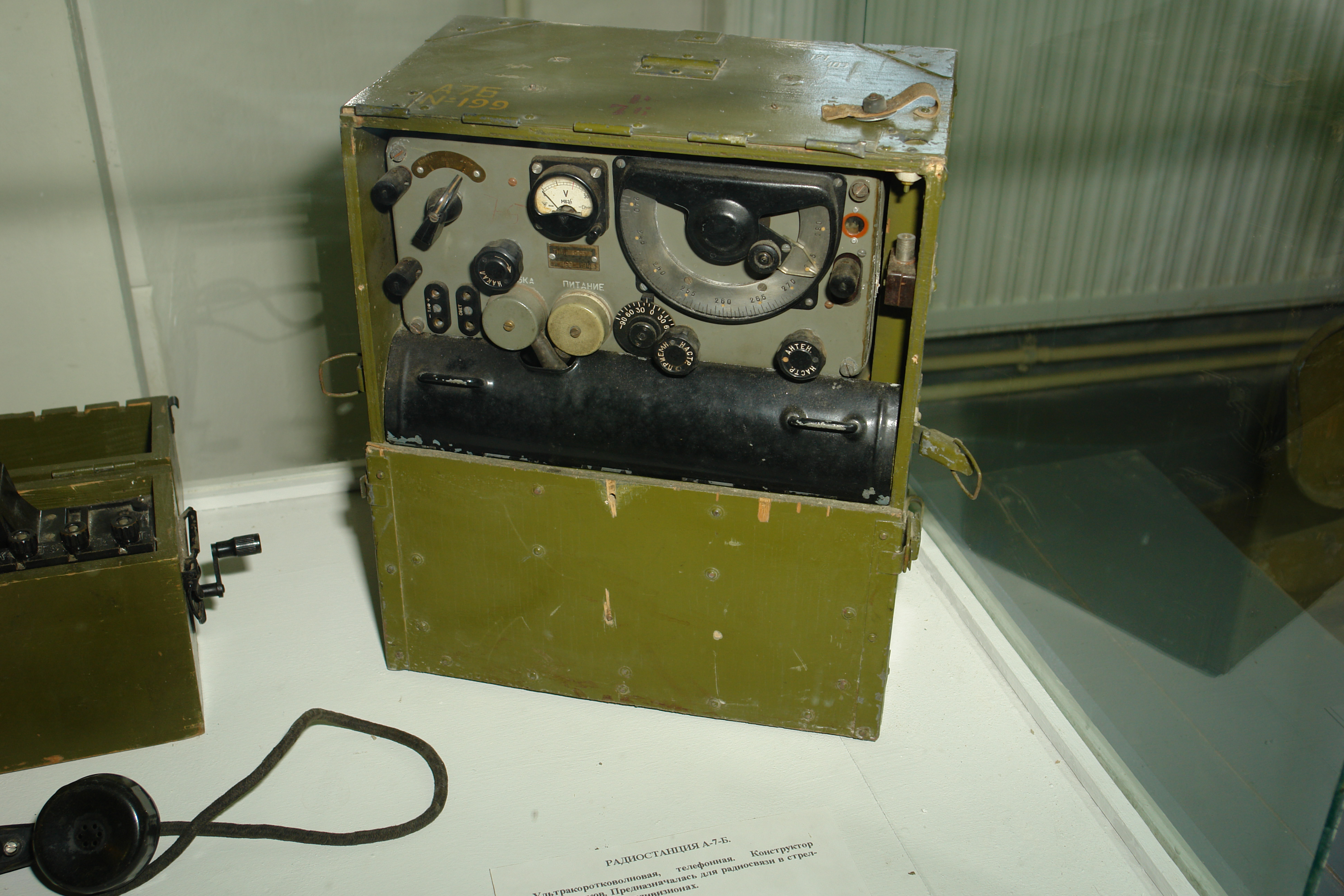
А-7-Б

### А-7-Б
10-ламповый вариант 1945 г. В передатчике вместо одной лампы СО-257 применены две, включённые параллельно. Дальность связи увеличилась на 50 %, потребляемая мощность — тоже. Диапазон частот — 24…28 МГц. Регулировка обратной связи в детекторе отсутствует.

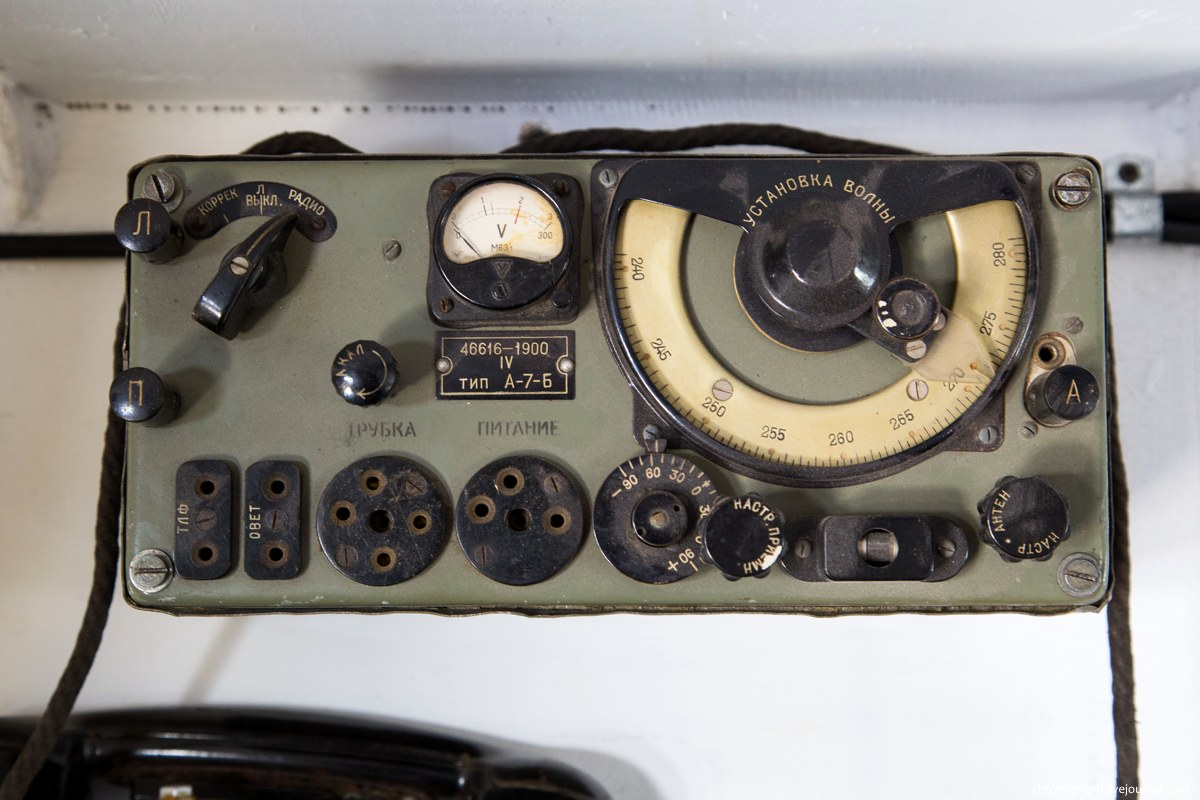
Передняя панель А-7-Б

Габариты укладочного ящика — 335×400×220 мм.

### Рейд-И
Телефонно-телеграфный вариант А-7-А для Военно-Морского Флота с несколько увеличенной мощностью передатчика. Применялся на катерах.

### СПП-2556
Послевоенный гражданский вариант с упрощённым управлением. Применялся как стационарная диспетчерская станция. В передатчике применена лампа ГУ-50.